# Ixodes ovatus
Espèce
Ixodes ovatus est une espèce de tiques de la famille des Ixodidae.
Cette acarien ectoparasite peut se nourrir sur différentes espèces de mammifères, dont l'Homme. 

## Distribution
Ixodes ovatus se rencontre en Inde, au Népal, en Birmanie, en Thaïlande, au Laos, au Viêt Nam, en Chine et au Japon.
Cette espèce a fait l'objet d'études au Japon aux pieds du mont Fuji.

## Habitat
C'est un animal assez fortement inféodé aux bois et forêts. 

## Pathogénicité et rôle dans la santé publique
Comme d'autres espèces de tiques dans l'hémisphère nord, cette espèce parasite des animaux, et parfois l'homme. 
Elle est susceptible de véhiculer et inoculer des maladies vectorielles et zoonotiques dont notamment : 
- Ehrlichiose [2]. 
C'est un vecteur qui semble assez spécifique (propre à l'espèce), puisque dans la même région des pieds du Mont Fuji, les tiques proches qui partagent le même territoire Ixodes persulcatus et a priori les mêmes hôtes ne transmettaient pas cette maladie (aux souris de laboratoire lors de l'étude japonaise faite à ce sujet, publiée en 2004[2]). 
Par contre I. persulcatus serait en revanche le principal vecteur de la maladie de Lyme au Japon[4].
- Babesiose (qui est considérée comme maladie émergente[5] dont en Europe[6] en Europe (où l'espèce Babesia divergens prédomine[7] où des co-infections sont possibles avec des borrélies et/ou plusieurs espèces de babesia, elle est peut-être sous-estimée en raison d'un diagnostic difficile ; ici aussi, cet acariensemble être un vecteur relativement spécifique (au sein du groupe des tiques) ; C'est en effet l'une des deux seules espèces de tiques porteuses de babesia identifiées au Japon (l'autre étant I. persulcatus)[8]. 
Comme dans le cas des borrélies responsables de la maladie de Lyme, les Babesia sont retrouvées dans la salive et les glandes salivaires de la tique vectrice I ovatus[9].

## Reproduction
Après s'être gorgée de son repas, la femelle se laisse tomber au sol sur la litière forestière, quand elle est encore dans son habitat naturel. Elle pond ses œufs en paquets  sur le sol. Ils écloront au printemps.

## Publication originale
- Neumann, 1899 : Révision de la famille des Ixodidés, 3e Mémoire. Mémoires de la Société Zoologique de France, vol. 12, p. 107–293.